# Esteve Nemanja
Esteve Nemanja (antic eslau eclesiàstic: Стѣфань Неманя; serbi: Стефан Немања, pronunciació:ˈstɛfaːn 'nɛmaɲa; catalanitzat: Esteve Nemanya), va néixer al voltant de l'any 1113, i va morir el 13 de febrer de l'any 1199). Va ser el governador medieval serbi, gran župan de Raška, i el fundador de la dinastia Nemanjić i de l'Imperi Serbi, l'estat serbi més poderós que hi ha hagut. Es considera, juntament amb el seu fill, Rastko Nemanjić (Sant Sava) el pare de l'Església Ortodoxa Sèrbia. Al llarg de la seva vida, va patrocinar moltes esglésies i monestirs, i els últims anys de la seva vida els va passar en un d'ells, al monestir serbi d'Khilandar al Mont Atos, on també va ser enterrat l'any 1199. L'any 1200 l'Església Ortodoxa Sèrbia el va canonitzar i li va donar el nom de Sant Simó o en serbi, Sveti Simeon. Les seves restes van ser traslladades al Monestir de Studenica l'any 1208, on es va quedar fins avui.

## Origen
Esteve Nemanja va ser el quart i l'últim fill de Zavida, un noble serbi que va estar emparentat amb les dinasties sèrbies que per aquell temps governaven Raška (casa Vukanović per part de pare), i el Zeta (casa Vojisavljević per part de mare). Sobre la vida de Zavida no hi ha gaires dades, però partint de la biografia de Esteve Nemanja (escrita pel seu fill, Esteve el Primercoronat), es veu que estava en conflicte amb els seus parents pel poder a Raška, i per això es va refugiar al regne de Zeta.
A banda de Nemanja, Zavida va tenir tres fills més:
- Tihomir, que governava Raška com el gran župan entre els anys 1163[5] i 1166 ó 1168. No se sap exactament el dia del naixement, però va morir l'any 1169.[5]
- Stracimir, que governava la zona del riu Zapadna Morava (1163—(1166) 1168, 1169-?). Tampoc se sap quan va néixer, però se sap que va morir després del 25 de desembre del 1189.[6])
- Miroslav, governava Zahumlje (1163-(1166) 1168, 1169-?). Tampoc tenim la data de naixement, però va morir el 1196. ó el 1199..[6])

Nemanja es va casar amb Ana, que després dels vots va rebre el nom de Anastazia. Amb ella va tenir cinc fills:
- Vukan, el rei de Zeta (1199-1208) i gran župan de Raška (1202-1204), no se sap quan va néixer però va viure fins a l'any 1208)
- Esteve, gran župan de Raška (1196-1217) i Rei de Raška (1217-1228), tampoc se sap quan va néixer però va viure fins a l'any 1228)
- Rastko, el primer Arquebisbe serbi (1219-1233), que va néixer l'any 1169 i va morir l'any 1236. Després va esdevenir sant Sant Sava.
- Jefimija, casada amb Manuel Angelos Dukas (1230-1237), governador de Tessalònica
- una filla amb nom desconegut, casada amb Tich, boiar de Skopje que després va ser la mare del tsar búlgar, Constantí Tih de Bulgària.

## Joventut
Avui dia es considera que Nemanja va néixer l'any 1113 a Ribnica a prop de la ciutat de Podgorica, però aquesta afirmació no es pot recolzar en les fonts d'aquells temps. Com que a Ribnica només existien les esglésies catòliques, Esteve Nemanja va ser batejat segons "els costums llatins", Quan la seva família va tornar a Raška, el van tornar a batejar segons els "costums grecs" a l'Església Episcola de Sant Pere i Pau a Ras, la capital de Raška.
Quan encara era a Zeta, Nemanja es va casar amb la noble Ana, entre els anys 1130 i 1135.
Es creu que Zavida va tornar amb els seus fills a Raška gràcies a la invitació del gran župan Uroš II (1146-1162) i que en aquesta ocasió, se li van tornar les terres. Els historiadors interpreten aquest gest d'Uroš com un intent d'assegurar la rereguarda del seu futur atac a l'Imperi Romà d'Orient, que es va efectuar l'any 1149.

## Govern
Gran župan de Raška, Uroš II, va ser el vassall de l'emperador romà d'Orient, Manuel I Comnè. Uroš es va aixecar diverses vegades contra el poder romà d'Orient i intentava independitzar-se amb l'ajut del Regne d'Hongria (que per aquells temps estava en guerra amb l'Imperi Romà d'Orient sobre el predomini a Srem), però sense èxit. Al voltant de l'any 1161, Uroš II va ser enderrocat i en lloc seu va venir Desa, que també es va aixecar contra Manuel I, però tampoc va tenir sort, i l'any 1162. Manuel I el va vèncer i el va portar a Constantinoble. En aquesta ocasió, va donar alguns territoris a Nemanja i als seus dos germans, Miroslav i Stracimir. D'aquesta manera, Esteve Nemanja va esdevenir župan d'Ibar, Toplica, Rasina i Reke. Després, Manuel I li va tornar a Desa el lloc de gran župan de Raška, però aquest va tornar a aixecar-se contra el domini romà d'Orient l'any 1168. Manuel I el va tornar a vèncer i enderrocar, aquesta vegada definitivament. Després va dividir les terres de Raška entre Nemanja i els seus germans, i a Tihomir,el més gran dels germans, el va proclamar el gran župan.
L'any 1162, quan l'emperador Manuel I es preparava per a la batalla amb els hongaresos, li va atorgar l'honor a Nemanja de governar la regió Dubočica (avui Leskovac). Poc després d'aquest esdeveniment, Nemanja va començar a edificar el monestir de Sant Nicolau a Kuršumlija, i el Monestir de la Verge a la desembocadura dels rius Kosanica i Toplica. A la biografia de Nemanja, es diu que les obres en aquests dos monestirs van ser la causa del descontentament dels seus germans que li van retreure que feia coses sense consultar i sense el seu permís. De totes maneres, el més probable és que els germans de Nemanja no els agrades la inclinació que aquest tenia amb l'Imperi Romà d'Orient, un comportament aliè als župans de Raška que portaven més de mig segle intentant lliurar-se de la seva influència i el seu domini. A més, pensaven que Nemanja intentava obtenir el títol de gran župan amb l'ajut dels romans d'Orient i l'església, i que per això va començar a edificar aquests monestirs.
D'altra banda, Nemanja sí que va intentar aconseguir el títol de gran župan amb l'ajuda d'una part de la noblesa de Raška, acusant Tihomir i els seus germans de portar una política bizantòfoba, completament contrària a la política de Raška fins aleshores. En una reunió que es va convocar amb aquest motiu, Nemanja va ser capturat amb els seus partidaris i els van tancar en una cova quan estava a prop de convertir-se en el gran župan de Raška.

## Primer regne d'Esteve Nemanja
Els germans de Nemanja van obtenir ajuda militar de l'emperador romà d'Orient, Manuel I Comnè, però l'any 1169, van patir la derrota de les tropes alemanyes de Nemanja a Pantí, a prop del castell Zvečani.
La majoria dels romans d'Orient es van ofegar al riu Sitnica. Tihomir va tenir el mateix destí, mentre que Stracimir i Miroslav van ser capturats pels soldats de Nemanja, que els va perdonar la vida i tot el mal que havien fet, i els va tornar les seves terres per governar, i ell va esdevenir el governador indiscutible de Raška. Just després de la batalla de Pantin, Nemanja va atacar knez de Zeta - va afegir a Raška gran part dels territoris de Montenegro actual així com la regió del riu Neretva.